# Зграда задужбине Николе Спасића у Београду
Зграда задужбине Николе Спасића у Београду, улица Кнез Михаилова 33, саграђена је 1889. године и убраја се у споменике културе од великог значаја.

## Изглед зграде
Зграду је подигао Никола Спасић, као репрезентативну стамбено-трговачку на два спрата, по пројекту архитекте Константина А. Јовановићa. 
Намена зграде је да у приземљу до улице буду трговине, а спратови су одређени да служе за становање. Има подрум, приземље, два спрата, високо поткровље и бочна крила која формирају четвртасто двориште.
Аутор пројекта Константин Јовановић је основу зграде конципирао у облику ћириличног слова П.  На првом спрату живели су Спасићи док је, како то извори наводе, други спрат изнајмљиван некоме од виђенијих житеља Београда. Станови су били репрезентативно изведени, а намештај и материјал за израду ентеријера је увезен из Беча. У градњи здања, поред уобичајених пуних зидова су употребљене гвоздене траверзе, а међуспратне површине се формирају на сводовима који се ослањају на траверзе. Степеништа су обложена природним каменом, са оградама од ливеног гвожђа. Посебно је декоративно обрађен улаз из Кнез Михаилове улице са ходником који је артикулисан плитким пиластрима, китњастих капитела између којих су осликани пејзажи и медаљони са женским бистама.
Композиција и обрада фасада изведена је у најбољој традицији академског архитектонског израза са елементима неоренесансних стилских обележја. Главном фасадом доминирају централни и два бочна ризалита, доследно уравнотежени у симетричној подели, завршени карактеристичним куполама квадратне основе. Изузетна хармоничност постигнута је промишљеним и фино градираним распоредом декоративне пластике, смештене у чврстом систему вертикалне и наглашено хоризонталне композиционе схеме класичних облика, која је усклађена са структуром целог здања. У упном стилском концепту здања остварен је необичан спој два архитектонска израза, складног облика италијанске ренесансне архитектуре, зналачки обогаћеног декоративним кровом чије порекло води из француске ренесансе.  
Поред стандардног репeртоара декоративне пластике у виду картуша, фестона, венаца, конзола, посебну ликовну вредност представља антропоморфна пластика смештена на централном делу крова зграде. Састоји се од две фигуре изражене од вештачког камена, рађене по узору на античку скулптуру. Са леве стране богато декорисане едикуле постављена је фигура жене са венцем, а са десне стране мушкарац са снопом и ралицом.  
Солидност градње, чврстина конструктивних склопова, богатство и разноврсност материјала, прецизност и квалитет уметничко-занатске обраде у сагласности су са високим степеном архитектонских и уметничких резултата остварених на овом изузетном Јовановићевом делу у домену стамбене архитектуре Београда, с краја прошлог века.
Као вредан и значајан објекат стављена под заштиту као споменик културе 1961. године, а 1979. године утврђена је за културно добро од великог значаја.
Конзерваторски радови извођени су 1966, 1972 и 1997.